# Haxhi Lleshi
Haxhi Lleshi (ur. 1 maja 1913 roku we wsi Reshan k. Dibry, zm. 5 stycznia 1998 roku w Tiranie) – albański polityk, komunista. 

## Życiorys
Pochodził z rodziny chłopskiej, wyznania muzułmańskiego. Uczył się w szkole serbskojęzycznej w Dibrze. W latach 30. zajmował się handlem w Dibrze. Według Halima Purelku w Dibrze Lleshi miał współpracować z wywiadem jugosłowiańskim, przygotowując się do działań wywiadowczych na terytorium Albanii, okupowanej przez Włochów. W 1941 po wybuchu wojny został internowany przez władze jugosłowiańskie we Vranju. Po uwolnieniu z internowania przebywał w Peshkopii. 
W 1942 dowodził oddziałem partyzanckim w Dibrze, w 1943 objął dowództwo batalionu. W kwietniu 1943 wstąpił do partii komunistycznej i szybko awansował w hierarchii komunistycznego ruchu oporu, dochodząc w tym samym roku do stanowiska szefa sztabu Armii Wyzwolenia Narodowego. Jednym z jego zadań było utrzymywanie kontaktów z partyzantami w Macedonii. W 1943 brał udział w walkach z ballistami. W 1944 awansował na stopień pułkownika, a we wrześniu 1944 na czele podległych mu oddziałów uczestniczył w operacji wyzwalania Dibry. W latach 1944–1946 pełnił funkcję ministra spraw wewnętrznych w Rządzie Tymczasowym, uczestniczył w negocjowaniu z Jugosławią układu o współpracy i pomocy wzajemnej. W latach 60. wyjeżdżał wielokrotnie do Chin, negocjując kolejne układy dwustronne. W Zgromadzeniu Ludowym zasiadał regularnie od 1950 roku jako deputowany z okręgu Dibry. W 1953 w czasie operacji Valuable - prowadzenia działalności dywersyjnej na terytorium Albanii, Lleshi był uważany za jedną z osób, lojalnych wobec Ahmeda Zogu, które mogą pomóc w obaleniu reżimu komunistycznego. Lleshi wykazał się jednak lojalnością wobec władz komunistycznych i doprowadził do likwidacji oddziału Zenela Shehi.
Po ukończeniu kursu w Moskwie z zakresu dyplomacji, w roku 1953 objął stanowisko przewodniczącego prezydium Zgromadzenia Ludowego, które sprawował do 1982. W 1975 był członkiem komisji przygotowującej projekt nowej konstytucji. Odsunięty w 1983 roku (było to to efektem skandalu obyczajowego - Lleshi miał uwieść swoją sekretarkę, która notowała jego wspomnienia). W 1991 został powołany do Rady przy Prezydencie Albanii. W maju 1996 stanął przed sądem, oskarżany o udział w zbrodniach komunistycznych. Skazany początkowo na karę śmierci, w lipcu 1996 został decyzją sądu uwolniony z uwagi na podeszły wiek i chorobę.

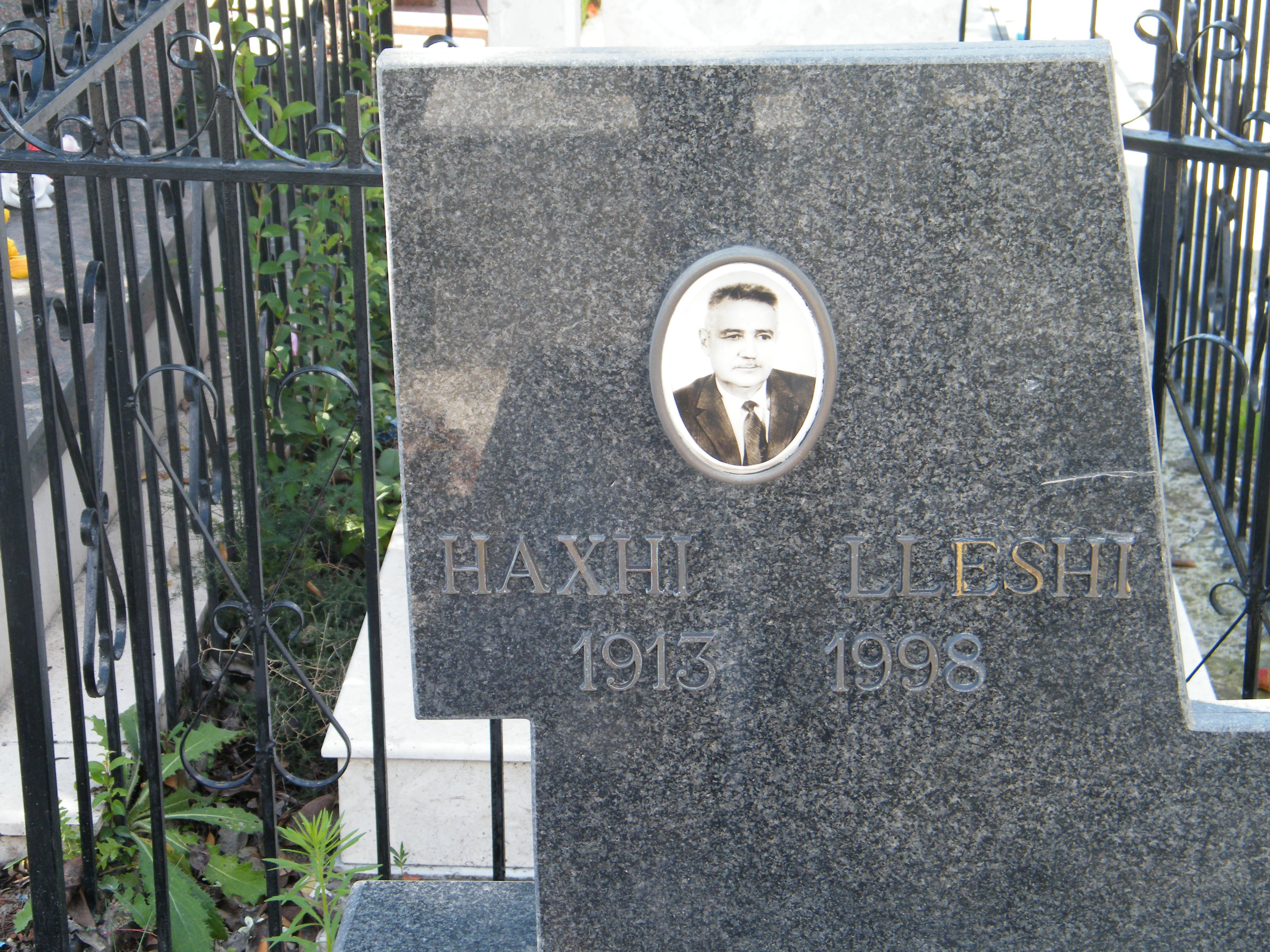
Grób Lleshiego na cmentarzu Sharre w Tiranie

W 1996 ukazały się wspomnienia Lleshiego Vite, njerëz, ngjarje : kujtime, w opracowaniu redakcyjnym Kujtima Ymeriego i Zenela Sulaja.